# Обливион (фильм, 2013)
«Обли́вион» (англ. Oblivion — «забвение») — американский научно-фантастический боевик режиссёра Джозефа Косински по одноимённому неопубликованному графическому роману.
В главных ролях — Том Круз, Ольга Куриленко, Андреа Райсборо, Морган Фримен, Мелисса Лео, Зои Белл и Николай Костер-Вальдау.
Джозеф Косински написал сценарий, спродюсировал картину и выступил в качестве режиссёра фильма.
Английское слово «Oblivion» переводится как «забвение». В прокат СНГ (но не всего) фильм вышел под транслитерированным названием «Обливион».
Премьера в США состоялась 19 апреля 2013 года, в России днём позже.

## Сюжет
Март 2077 года. Бывший астронавт Джек Харпер и связист (второй пилот) Виктория живут на станции наблюдения и управления. Шестьдесят лет назад инопланетяне атаковали Землю, предварительно разрушив Луну, что вызвало многочисленные землетрясения и цунами. Ядерным оружием вторжение было отбито, но планета стала непригодной для жизни. Остатки человечества эвакуировались на гигантскую космическую станцию «Тет», а с неё — на крупнейший спутник Сатурна Титан; на Земле остались только гигантские башни-станции по переработке морской воды в термоядерную энергию, подверженные постоянным нападениям со стороны оставшихся инопланетян («Падальщиков»).
Станции охраняются вооружёнными дронами; их починкой занимается Джек (Том Круз) с позывным «Техник-49», а Виктория (Андреа Райсборо) следит за ситуацией и поддерживает связь с находящейся на «Тете» руководителем миссии Салли. До конца миссии Виктории и Джека осталось всего две недели, после чего они отправятся на Титан. Память Джека и Виктории была стёрта пять лет назад, чтобы предотвратить утечку важной информации. Однако Джеку, несмотря на это, постоянно снится один и тот же сон, в котором он видит себя с какой-то незнакомкой (Ольга Куриленко) в Нью-Йорке до вторжения.
Отправляясь на вылазку для восстановления двух подбитых дронов, Джек обнаруживает, что у одного из них кто-то извлёк источник питания. Пеленгуя радиомаяк второго дрона, он спускается в помещение библиотеки, где подбирает книгу стихов Томаса Маколея «Песни Древнего Рима». Джек попадает в засаду, но его спасает подоспевший дрон.
Виктория улавливает странный сигнал, направленный в космос и содержащий закодированные координаты, указывающие на квадрат 17. Джек отправляется к источнику сигнала и оказывается у развалин Эмпайр-стейт-билдинг. Найдя передатчик, Джек отключает его, после чего скрывается от наблюдения Виктории, чтобы отправиться в свой домик на озере, который он обставил собранными предметами из мирной жизни.
Отдыхая, он внезапно замечает терпящий крушение космический корабль НАСА, построенный до войны. Следуя на своём самолёте к месту падения, Джек оказывается в квадрате 17 и обнаруживает криокапсулы с людьми, и в одной из них — ту самую незнакомку из его снов. Подоспевшие дроны расстреливают выживших, однако Джек закрывает незнакомку собой, и дрон, потеряв цель, улетает. На базе незнакомка представляется Юлией и неожиданно называет Джека по имени. Оказывается, Юлия провела в криосне шестьдесят лет. Виктория предлагает дождаться сеанса связи с Салли и получить дальнейшие инструкции, но девушка настаивает вернуться к месту крушения, чтобы найти и забрать бортовой регистратор исследовательского корабля NASA «Одиссей». Герой соглашается с её планом, однако, найдя искомое, они попадают в устроенную на них засаду. Джек успевает отдать своему летательному аппарату команду на автоматическое возвращение на станцию, после чего теряет сознание.
Их берёт в плен группа «Падальщиков», которые оказываются людьми. Их глава, Малкольм Бич, (Морган Фримен) раскрывает истинное положение дел: «Падальщики» на самом деле являются уцелевшей частью человечества, на Титане никого нет, а работой Джека и Виктории руководят инопланетяне. Дроны запрограммированы убивать людей. Выкачивая воду океанов, пришельцы обрекают всё живое на Земле на гибель. Уцелевшие планируют заминировать захваченного дрона и отправить его на Тет, но Джек не верит повстанцам и отказывается помогать им. Малкольм отпускает пару, рекомендуя отправиться в запретную зону, которую навигационная система летательного аппарата Джека характеризует смертельным уровнем радиации.
Джек и Юлия добираются до развалин Эмпайр-стейт-билдинг, где он отправляет сигнал Виктории, пославшей к ним летательный аппарат. Юлия рассказывает, что её корабль, готовый к полёту на Титан, отправили к появившемуся в Солнечной системе инопланетному объекту (Тет). Джек внезапно вспоминает сделанное ей предложение на смотровой площадке Эмпайр-стейт-билдинг, она предъявляет подаренное Джеком обручальное кольцо. Осознав, что Юлия — его жена, Джек обнимает её; сцену через камеры летательного аппарата наблюдает Виктория.
Джек и Юлия возвращаются на наблюдательную станцию; Виктория, ревнуя Джека, отказывается открыть для них вход и рассказывает Салли о нарушении Джеком правил. На станции находится неисправный дрон, ожидающий ремонта; после сообщения Виктории дрон активируется и атакует её и Джека. Виктория погибает, но Юлия успевает расстрелять дрон из орудий самолёта, спасая Джека. Салли пытается выставить произошедшее как сбой программы и предлагает Джеку доставить Юлию на Тет, но не получает ответа.
Джек и Юлия покидают станцию, но на их перехват летят другие дроны; летательный аппарат подбит. Джек и Юлия катапультируются и приземляются в запретной зоне. Джек отправляется на разведку, видя столбы дыма, и обнаруживает разбитые дроны. Возле них приземляется копия аппарата Джека, и техник, неотличимый от Джека, и приступает к починке дрона. На его форме шеврон с надписью «Техник-52». Джек пытается выйти на контакт, но «Техник-52» его не понимает. Замечая Юлию, он тоже вспоминает её, и Джеку удаётся воспользоваться этим, чтобы обезвредить его, но случайно Юлия получает огнестрельное ранение. На самолёте «Техника-52» Джек прилетает к станции наблюдения № 52, полностью идентичной с его родной станции. Там он встречает Викторию, которая не видит подмены. Забрав универсальный медицинский прибор, герой возвращается к Юлии и залечивает её рану. Он отвозит жену в своё убежище, где они отдыхают после всего пережитого за день. Юлия отмечает, что они всегда мечтали о доме в лесу на берегу озера, и Джек понимает, что его решение построить хижину было вызвано его неосознанными воспоминаниями.
Пара возвращается к повстанцам. По словам Малкольма, армия вторжения пришельцев целиком состояла из клонов Джека Харпера, они же используются пришельцами для обслуживания дронов, пришедших после. Когда препрограммированный дрон с бомбой уже готов к запуску, база подвергается атаке. В ходе боя дрон "падальщиков" выведен из строя, а Бич смертельно ранен. Джек вызывается лично доставить бомбу на «Тет», Юлия уговаривает взять её с собой для лучшей конспирации.
В ходе полёта Джек прослушивает запись речевого регистратора «Одиссея», которая помогает ему вспомнить прошлое. Он был капитаном «Одиссея», Виктория — вторым пилотом, а Салли — руководителем миссии в Центре управления полётами. «Одиссей», изначально предназначенный для изучения Титана, был перенаправлен исследовать неопознанный объект, который в дальнейшем станет известен как «Тет»; при приближении к объекту корабль испытал притяжение с его стороны, и Джек отсоединил жилые отсеки от командного модуля, которые в итоге попали на околоземную орбиту, пока не поймали посланный повстанцами сигнал на приземление с указанием координат места посадки.
Приблизившись к «Тету», Джек сообщает «Салли» (которая на самом деле является всего лишь аудиовизуальным образом, сгенерированным инопланетным разумом на основе записей сеансов видеосвязи «Одиссея» с Центром управления полётом), — что он прибыл, чтобы спасти Юлию, и «Тет» впускает летательный аппарат внутрь. Внутри Джек видит огромное количество ячеек, в которых «вызревают» клоны Харпера и Виктории. Летательный аппарат приземляется рядом с огромной пирамидальной структурой — «мозгом» «Тета». Джек открывает привезённую им криокапсулу, в которой оказывается смертельно раненый Бич, пожелавший погибнуть вместе с Джеком (Юлия тем временем просыпается и обнаруживает, что находится в хижине Джека). Джек цитирует строфу из найденной им в библиотеке книги, посвящённую подвигу Публия Горация Коклеса: «И смерти нет почётней той, / Что ты принять готов / За кости пращуров своих, / За храм своих богов», и вместе с Бичем они приводят бомбу в действие. Повстанцы и Юлия наблюдают взрыв «Тета»; дроны на Земле, перестав получать команды с «Тета», отключаются.
Три года спустя Юлия вместе с маленькой дочерью спокойно живёт в хижине Джека. К хижине выходят бывшие повстанцы, среди которых оказывается Джек-52.

## В ролях
| Актёр                  | Роль                                       |
| ---------------------- | ------------------------------------------ |
| Том Круз               | Джек Харпер / Техник 49 / Техник 52        |
| Ольга Куриленко        | Юлия Русакова                              |
| Андреа Райсборо        | Виктория Олсен / Виктория 49 / Виктория 52 |
| Морган Фримен          | Малкольм Бич                               |
| Николай Костер-Вальдау | Сайкс                                      |
| Мелисса Лео            | Салли                                      |
| Зои Белл               | Кара                                       |

## Создание
22 июня 2010 года Джозеф Косински выразил желание снять кинематографическую адаптацию графического романа «Oblivion», который он написал вместе с Арвидом Нельсоном. В августе 2010 The Walt Disney Company, для которой Косински снял фильм «Трон: Наследие», купила права на экранизацию. Компания Disney хотела снять фильм с рейтингом PG для семейной аудитории. Такой рейтинг «творчески задушил» бы проект, поэтому Disney выставила права экранизации на продажу. Впоследствии Universal Pictures приобрела права на экранизацию с Косински в качестве режиссёра и назначила будущему фильму рейтинг PG-13.
Сценарий к фильму, написанный Уильямом Монахэном, был переписан Карлом Гайдусеком. Когда фильм перешёл в руки Universal Pictures, сценарий ещё раз был переписан, на этот раз Майклом Арндтом. По оценке председателя Universal Pictures Адама Фолгесона, «это один из самых прекрасных сценариев, которые нам когда-либо попадались».

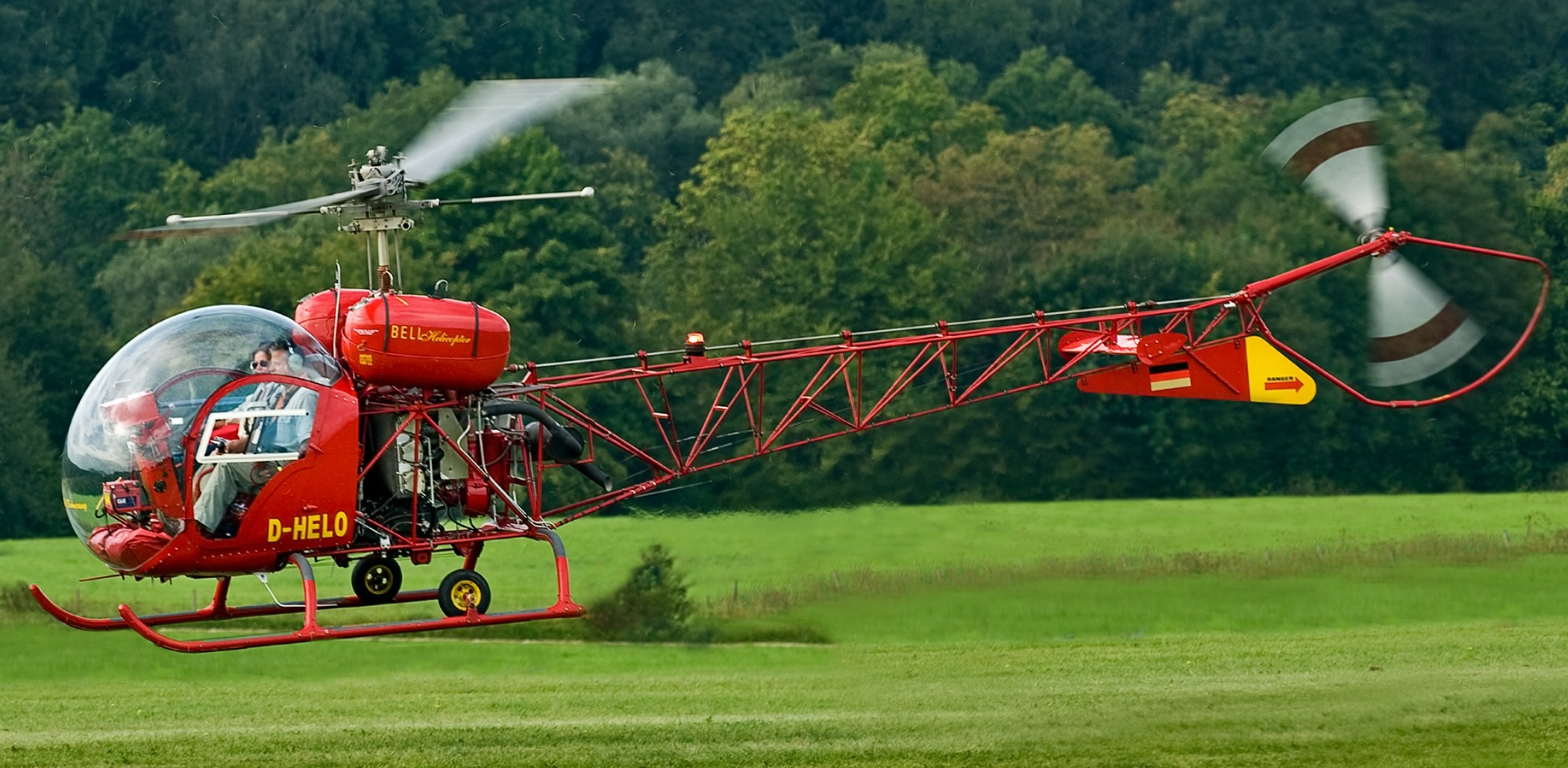
Лёгкий вертолёт Bell 47, вдохновивший на дизайн летательного аппарата Джека.

На главные женские роли претендовали Джессика Честейн, Оливия Уайлд, Брит Марлинг, Нуми Рапас, Хэйли Этвелл, Диана Крюгер и Кейт Бекинсэйл.
Съёмки проходили в Джун Лейке, Мамонт Лейксе, Рейкьявике, Новом Орлеане, Сейнт Франсисвилле (Луизиана), Нью-Йорке и Батон-Руже, а также на горе Ёрлс Пик в Исландии.
Съёмки сцен на наблюдательной станции проходили в павильоне, на внутренние стены которого проецировались виды, снятые в различное время дня и погодные условия тремя камерами RED Epic на вершине вулкана Халеакала. Такой подход позволил обеспечить естественное освещение сцены, избавил от необходимости применять цветокоррекцию, а также позволил актёрам видеть то же, что и зрителям. Этот приём, новаторский для тех лет, стал впоследствии очень популярен при съёмках фантастики.
Дизайн летательного аппарата, прототипом которого послужил лёгкий вертолёт Bell 47, был разработан дизайнером Дэниелом Саймоном, который ранее создавал концепты-модели для таких брендов, как Volkswagen, Seat и Lamborghini. Для съёмок летательного аппарата из алюминия и стекловолокна была построена его разборная модель в натуральную величину весом около двух тонн; дополнительно также была изготовлена копия кабины, которую установили на моторизованном кардановом подвесе, что позволяло ей перемещаться и вращаться во всех направлениях подобно авиационному тренажёру. Это позволило «вживую» снимать сцены, в которых летательный аппарат выполняет сложные манёвры, что повысило их реалистичность.
В картине используется произведение Эндрю Уайета «Мир Кристины».